# Dynamite (Afrojack)
Dynamite is een nummer van de Nederlandse dj Afrojack uit 2014, met raps van de Amerikaanse rapper Snoop Dogg. Het is de derde single van Afrojacks debuutalbum Forget the World.
In april 2014 riep Radio 538 "Dynamite" uit tot Dancesmash. Een week eerder had Afrojack ook al de Dancesmash te pakken met zijn remix van Do or Die van Thirty Seconds to Mars. Hiermee is de Nederlandse dj de tweede act in de geschiedenis van de Dancesmash die dat stempel in twee opeenvolgende weken met twee verschillende nummers weet te krijgen. "Dynamite" haalde de 1e positie in de Nederlandse Tipparade. In Vlaanderen haalde het nummer de 51e positie in de Tipparade.